# Toby Wright
Toby Wright (...) è un produttore discografico e tecnico del suono statunitense.

## Biografia
Ha lavorato per artisti quali Alice in Chains, Metallica, Sevendust e Korn. Attualmente risiede a Nashville, Tennessee.

## Discografia

### Produttore
- Alice in Chains - Alice in Chains
- Alice in Chains - Jar of Flies
- Arcane Saints - Turning the Tide
- Brown Brigade - Into the Mouth of Badd(d)ness
- Korn - Follow the Leader
- Primus - Rhinoplasty
- Sevendust - Home
- Slayer - Divine Intervention
- Slayer - Soundtrack to the Apocalypse
- Tantric - Tantric
- Tantric - After We Go
- Tantric - The End Begins
- Kiss - Carnival of Souls: The Final Sessions
- Jerry Cantrell - Boggy Depot
- Soulfly - Primitive
- Ozzy Osbourne - Prince of Darkness
- Fishbone - Muttasaurusmeg Fossil Fuelin
- Sonic Syndicate - We Rule the Night
- Linea 77 - Horror Vacui
- Linea 77 - 10
- Fear Factory - Transgression
- Taproot - Welcome
- Taproot - Blue Sky Research
- Chris Whitley - Terra Incognita
- Chris Whitley - Long Way Around
- The Nixons - Foma
- The Nixons - The Nixons
- Grade 8 - Grade 8
- Memento - Beginnings
- 8 Stops 7 - In Moderation
- 3rd Strike - Lost Angel
- Brad Gillis – Gilrock Ranch
- The Letter Black - Hanging On by a Thread
- Tantric - The End Begins
- The Villebillies - Villebillies
- Deity's Muse - TBA
- Biohazard - Reborn in Defiance
- Machina - To Live And Die In The Garden Of Eden

### Missaggio
- In Flames - A Sense of Purpose
- Stone Sour - Stone Sour
- Third Eye Blind - Blue
- Primus - Antipop
- 3 Doors Down - The Better Life
- Corrosion of Conformity - Deliverance
- Depswa - Distorted American Dream
- Tarja Turnen - "The Seer" & "Enough"
- Six Feet Under - Death Rituals
- Mushroomhead - XX
- Rehab - Southern Discomfort
- 3 - The End Is Begun
- Oysterhead - The Grand Pecking Order
- Trey Anastasio - Trey Anastasio
- GZR - Ohmwork
- Switched - Subject to Change
- Chris Whitley - Din of Ecstasy
- 40 Below Summer - Invitation to the Dance
- Boy Hits Car - Boy Hits Car
- Craving Theo - Craving Theo
- Machine Head -From This Day
- Brown Brigade - Into the Mouth of Badd(d)ness
- Meldrum - Blowin' Up the Machine
- Outlett